# Dai Jin

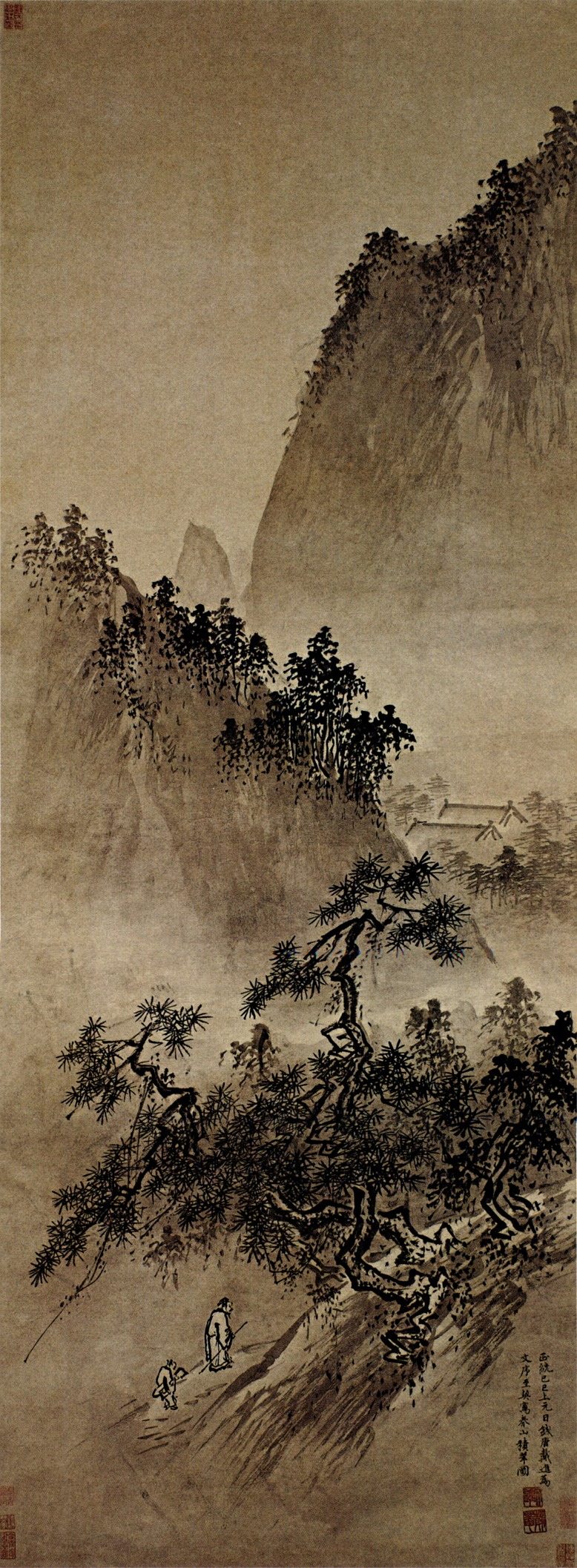
Het dichte groen bedekt de Lentebergen, handrol met gewassen inkt op papier, collectie Shanghai-museum

Dai Jin (戴進; 1388–1462) was een Chinees kunstschilder uit Hangzhou die actief was tijdens de Ming-periode. Zijn omgangsnaam was Wenjin en zijn artistieke namen Jing'an en Yuquan shanren. Dai was de grondlegger van de Zhe-school, een belangrijke stroming binnen de Noordelijke School.

## Biografie
Dai Jin groeide op in een arme familie in Qiantang, het huidige Hangzhou. Als jongeman werkte hij als timmerman. Met name zijn houtgesneden siervoorwerpen wekten de bewondering van zijn buurtgenoten. Dai besloot zich toe te leggen op de schilderkunst en naar verluidt werd hij hierin onderwezen door lokale kunstenaars.
Tijdens de regering van Xuande (1425–1435) werd Dai aanbevolen als hofschilder aan het keizerlijke hof in Peking. Hier werd hij aanvankelijk geprezen om zijn vaardigheid. Zijn collega's werden echter jaloers en schilderden Dai's werk af als onbeholpen. Dai verliet het hof en keerde terug naar zijn geboorteplaats. Hier verdiende hij de kost met de verkoop van zijn schilderijen. Hij onderwees bovendien een groot aantal leerlingen in de schilderkunst.

## Werk en invloed

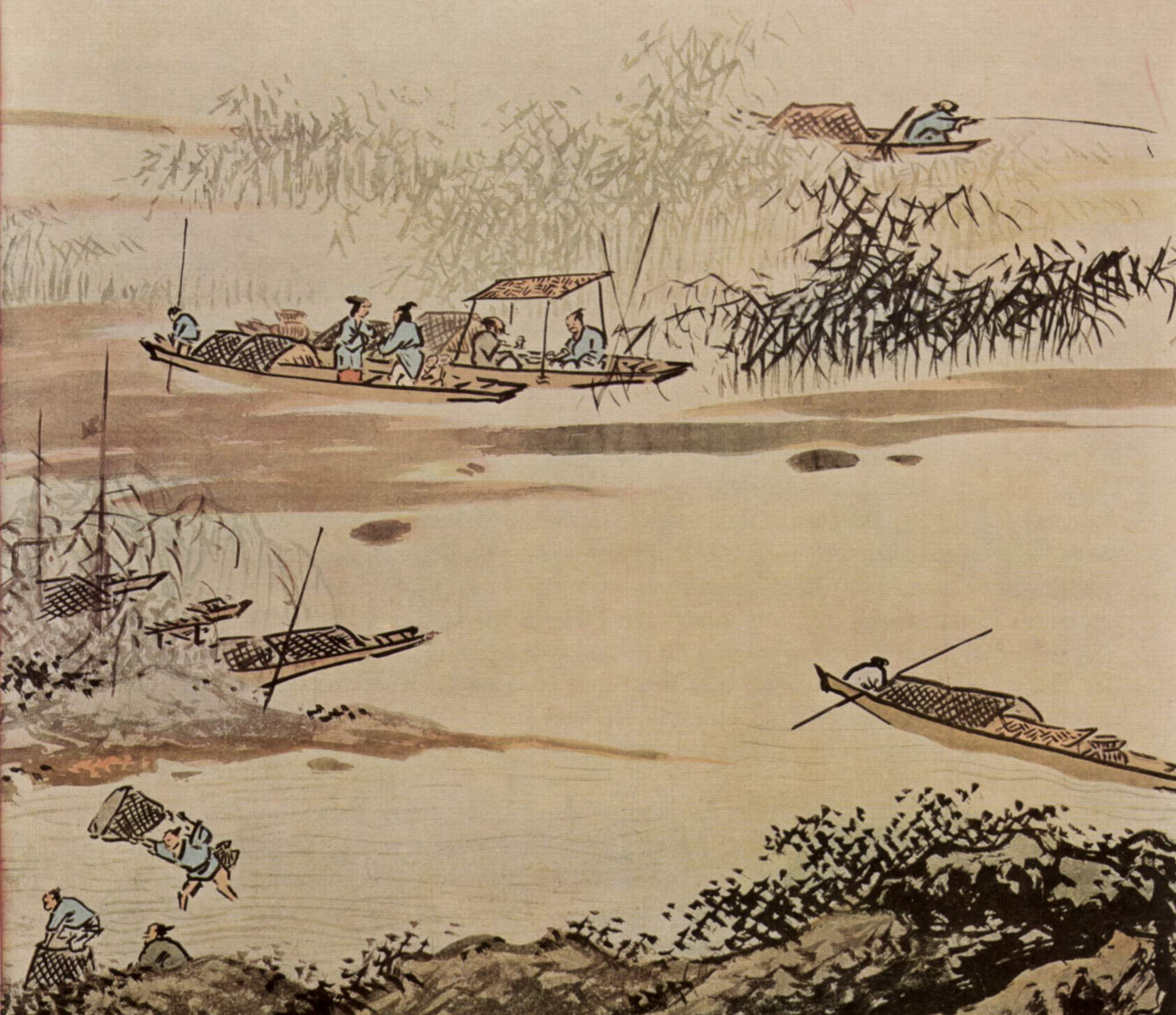
Visser op een rivier, detail handrol

Dai Jin bekwaamde zich in het schilderen van portretten, vogel- en bloemschilderingen en landschappen. De voornaamste thema's van Dai's taferelen waren historische en mythologische verhalen en het leven van beroemdheden en kluizenaars. Hij staat bekend om zijn minutieuze uitwerking van de kledingstukken.
Dai maakte vooral naam met zijn shan shui-landschappen in eenvoudige, maar weelderige penseelstreken. Hij was hierin sterk beïnvloed door het werk van Li Cheng en Fan Kuan uit de Noordelijke Song (960-1127) en Ma Yuan en Xia Gui uit de Zuidelijke Song (1127–1279). Dai zag het werk van oude meesters als een bron van ideeën waarop kon worden verder geborduurd.
Dai's werken beïnvloedden tal van schilders, waaronder zijn zoon Dai Quan, zijn schoonzoon Wang Shixiang en de kunstenaars Fang Yue, Jiang Song, Wang Zao, Wu Wei, Xia Qui, Xia Zhi, Zhang Lu en Zhong Ang.

### Zhe-school
Dai was een voortrekker in de heropleving van de Ma-Xia-school, de academische stijl van shan shui-landschappen uit de Zuidelijke Song, vernoemd naar Ma Yuan en Xia Gui. Zo legde hij op zijn beurt de grondslag voor de Zhe-school (Zhe pai), vernoemd naar Dai's thuisprovincie Zhejiang. De Zhe-school was in de Ming-periode de belangrijkste vertegenwoordiger van de Noordelijke School van de hofschilders.
- Gemeinsame Normdatei: 1150169850
- International Standard Name Identifier: 0000 0000 7105 5659
- Library of Congress Control Number: n79105139
- Nationale bibliotheek van Australië: 36597817
- Nederlandse Thesaurus van Auteursnamen: 169218341
- Trove: 1315388
- Union List of Artist Names: 500125746
- Virtual International Authority File: 6215885
- WorldCat: E39PBJgd7fWjWrgC97yh3xgFrq